# توماس جسل
توماس جسل (انگلیسی: Thomas Jessell; ۲ اوت ۱۹۵۱ – ۲۸ آوریل ۲۰۱۹) دانشمند در زمینه علوم اعصاب اهل بریتانیا بود.
وی همچنین برندهٔ جوایزی همچون همکار انجمن سلطنتی و جایزه گاردینر شده‌است.